# Coppa del Generalissimo 1954
La Copa del Generalísimo 1954 fu la 50ª edizione della Coppa di Spagna. Il torneo iniziò il 2 maggio e si concluse il 20 giugno 1954.
La finale si disputò al Nuovo Stadio di Chamartín di Madrid dove il Valencia conquistò il suo terzo titolo.

## Squadre partecipanti

### Primera División

#### 12 squadre
| - Athletic Bilbao - Atlético Madrid - Barcellona - Celta Vigo - Deportivo La Coruña | - Espanyol - Racing Santander - Real Madrid - Real Sociedad - Siviglia | - Valencia - Real Valladolid |

### Segunda División

#### 2 squadre
| - Alavés - Las Palmas |

## Primo turno
|                 | Risultato |                     | Andata | Ritorno | Spareggio |  |
| --------------- | --------- | ------------------- | ------ | ------- | --------- |  |
| Barcellona      | 4 - 3     | Deportivo La Coruña | 4 - 0  | 0 - 3   |           |  |
| Celta Vigo      | 1 - 3     | Siviglia            | 1 - 1  | 0 - 2   |           |  |
| Alavés          | 1 - 9     | Real Madrid         | 1 - 2  | 0 - 7   |           |  |
| Athletic Bilbao | 3 - 3     | Real Valladolid     | 3 - 2  | 0 - 1   | 4 - 1     |  |
| Atlético Madrid | 2 - 5     | Espanyol            | 1 - 3  | 1 - 2   |           |  |
| Las Palmas      | 1 - 4     | Real Sociedad       | 0 - 0  | 1 - 4   |           |  |

## Quarti di finale
|                  | Risultato |                 | Andata | Ritorno | Spareggio |  |
| ---------------- | --------- | --------------- | ------ | ------- | --------- |  |
| Real Sociedad    | 3 - 9     | Valencia        | 2 - 5  | 1 - 4   |           |  |
| Siviglia         | 6 - 6     | Espanyol        | 4 - 0  | 2 - 6   | 2 - 1     |  |
| Racing Santander | 3 - 4     | Real Madrid     | 3 - 1  | 0 - 3   |           |  |
| Barcellona       | 5 - 3     | Athletic Bilbao | 4 - 2  | 1 - 1   |           |  |

## Semifinali
|             | Risultato |            | Andata | Ritorno |  |
| ----------- | --------- | ---------- | ------ | ------- |  |
| Real Madrid | 2 - 3     | Barcellona | 1 - 0  | 1 - 3   |  |
| Siviglia    | 1 - 4     | Valencia   | 0 - 1  | 1 - 3   |  |

## Finale
| Arbitro: | Gonzalez Echeverria |

|                             |           |  |
| Fuertes 14’ 59’ Badenes 57’ | Marcatori |  |